# Liucheng
Der Kreis Liucheng (chinesisch 柳城县, Pinyin Liǔchéng Xiàn; Zhuang Liujcwngz Yen) ist ein Kreis in der bezirksfreien Stadt Liuzhou im Autonomen Gebiet Guangxi der Zhuang-Nationalität in der Volksrepublik China. Er hat eine Fläche von 2.113 km² und zählt 373.400 Einwohner (Stand: Ende 2018). Sein Hauptort ist die Großgemeinde Dabu (大埔镇).

## Administrative Gliederung
Auf Gemeindeebene setzt sich der Kreis aus neun Großgemeinden und drei Gemeinden (davon eine der Mulam bzw. Mulao) zusammen. 